# 八仙嶺山火事遭難事故
八仙嶺山火事遭難事故（はっせんれいやまかじそうなんじこ）は香港・新界北東部にある「八仙嶺」で、1996年2月10日に発生し、生徒が3人、教師が2人が焼死した事故である。

## 概要
香港の4大トレイルのひとつであるウィルソントレイルにて、登山中の香港中国婦女会馮堯敬紀念中学の中学生49名と、教師5名らが折からの山火事に巻き込まれ、5名が焼死13名が負傷した事故である。
焼死した教師周志齊と王秀媚は生徒らが逃亡を助けるため、逃げ遅れて焼死したという。
香港山岳事故史上最大の被害となった。当時被害者らが歩いたのは一般に知られていないルートであり、コース選択が果たして正しかったかどうか、という意見も見られた。亡くなった教師と生徒を追悼するため、この山の登山口には、「春風亭」といわれる小さな建物が設置されている。
また、この事故は日本でも報道され、課外活動としてハイキングや登山を導入している日本の学校、教育界において生徒の安全について再認識させるものとなった。

## 事故の原因
- 1996年5月に審判が始まった死因審判法廷にて、裁判官は、事故の原因は同行の生徒の喫煙とライターを持っていたことと指摘していた。